# Los Ángeles, San Juan Evangelista
Los Ángeles är en ort i Mexiko.   Den ligger i kommunen San Juan Evangelista och delstaten Veracruz, i den sydöstra delen av landet, 500 km öster om huvudstaden Mexico City. Los Ángeles ligger 64 meter över havet och antalet invånare är 268.
Terrängen runt Los Ángeles är platt. Runt Los Ángeles är det glesbefolkat, med 10 invånare per kvadratkilometer. Närmaste större samhälle är El Paraíso, 12,9 km söder om Los Ángeles. Omgivningarna runt Los Ángeles är en mosaik av jordbruksmark och naturlig växtlighet.